# Casa Masdevall
Casa Masdevall és un habitatge del municipi de Figueres (Alt Empordà) inclòs en l'Inventari del Patrimoni Arquitectònic de Catalunya.

## Descripció
Edifici situat al costat de la Plaça de l'Ajuntament, en ple centre històric. És un edifici cantoner amb planta baixa i tres pisos. La planta baixa dedicada a local comercial a totes dues façanes. Presenta balconada correguda a la cantonada del primer pis formada per carreus. Al primer pis obertures rectangular i balcó amb finestral gòtic d'arc conopial. Sobre aquest guardapols amb ornamentació floral sobre mènsules antropomòrfica. Al segon pis i tercer obertures rectangulars emmarcades per motllures
i amb llinda ornamental amb motius vegetals.

## Història
Forma part de la casa Masdevall. Aquest finestral de procedència desconeguda ja estava ubicat en aquesta mateixa casa -utilitzant-lo només com a finestra-, abans d'ésser cremades per les forces del comandant Líster, durant la Guerra Civil -als volts de 1939-. La casa va ésser reconstruïda el 1941 per l'arquitecte Pelayo Martínez amb col·laboració de Ramon Reig. En anar a col·locar la finestra trobaren la resta de pedres i varen refer el finestral.